# Максимов, Александр Александрович (депутат)
Александр Александрович Максимов (род. 15 ноября 1946, Златоуст, Челябинская область, РСФСР, СССР) — советский и российский офицер КГБ-ФСБ, полковник, политический деятель, депутат Государственной Думы Федерального Собрания Российской федерации VII созыва, VIII созыва, депутат Комитета Госдумы по экономической политике, промышленности, инновационному развитию и предпринимательству, депутат Комитета Госдумы по промышленности и торговле, член комиссии Госдумы по правовому обеспечению развития организаций оборонно-промышленного комплекса РФ, член фракции «Единая Россия». С 2003 по 2016 год — директор, генеральный директор «Кузнецких ферросплавов».
Из-за поддержки российско-украинской войны — под санкциями 27 стран ЕС, Великобритании, США, Канады, Швейцарии, Австралии, Японии, Украины, Новой Зеландии.

## Биография

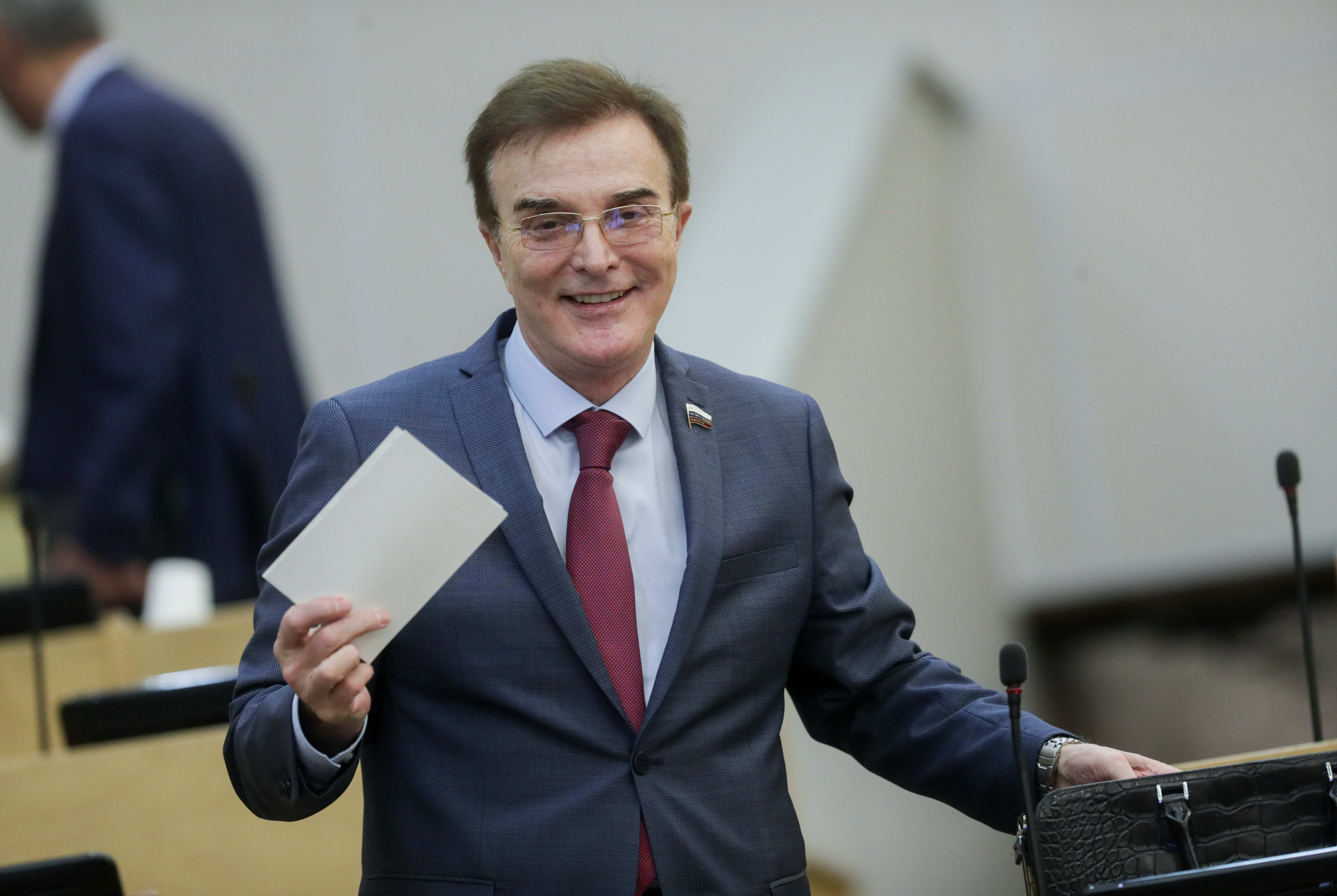
На пленарном заседании в Государственной Думе, июнь 2021 года

Родился в Златоусте 15 ноября 1946 год года. Отец – Максимов Александр Прокофьевич, инженер Златоустовского машиностроительного завода, секретарь райкома ВКП(б) по промышленности, майор МГБ СССР. Детство и молодость провёл в Коркино. Старший брат Олег Максимов (1937—2005).
В 1971 году окончил Челябинский политехнический институт им. Ленинского комсомола по специальности «производство летательных аппаратов». С 1971 по 1975 работал на Челябинском станкостроительном заводе. 
С 1975 года — на службе в органах КГБ СССР. В 1985 году окончил Высшую школу КГБ СССР. 
В 1991 году в связи с распадом СССР КГБ СССР было реорганизовано и упразднено. В сентябре 1991 года органы государственной безопасности большинства субъектов РСФСР, ранее находившиеся в прямом подчинении КГБ СССР, были переданы в ведение КГБ РСФСР. Максимов продолжил службу в КГБ РСФСР, в УКГБ по Челябинской области.
В 1995 году была создана Федеральная служба безопасности. Александр Максимов продолжил службу в УФСБ России по Челябинской области. До конца 1999 года начальником УФСБ по Челябинской области был Валерий Третьяков. В январе 2000 года Третьяков ушёл в отставку по возрасту и возглавил областную организацию «Единства». Его сменил Александр Брагин. В 2000 году Александр Максимов также завершил службу в ФСБ РФ.
С 2000 по 2003 год — заместитель директора по безопасности Челябинского электрометаллургического комбината (ЧЭМК). До этого в 1992 году крупнейший в России завод ферросплавов стал акционерным обществом и был приватизирован. 
Летом 2003 года ЧЭМК купил у компании «Ринако» 19,7% ОАО «Кузнецкие ферросплавы» (Кемеровская область). Зимой 2004 года комбинат уже владел контрольным пакетом акций «Кузнецких ферросплавов». В 2004 году Александр Максимов назначен директором предприятия «Кузнецкие ферросплавы».
Летом 2013 года был выдвинут на выборы депутатов Совета народных депутатов Кемеровской области 4 созыва кандидатом от партии «Единая Россия». Выборы 46 депутатов проходили по смешанной системе: 23 по партийным спискам, 25 по одномандатным округам. Список «Единой России» возглавили Тулеев, Мельник, Шмакова. Максимов баллотировался по Кузнецкому одномандатному округу № 18 (Орджоникидзевский район и часть Кузнецкого района г. Новокузнецка). По итогам состоявшегося 8 сентября 2013 года голосования получил большинство голосов среди 4 зарегистрированных кандидатов — 81,40 %.. В Совете народных депутатов Кемеровской области входил во фракцию «Единая Россия» из 44 депутатов.
10 марта 2016 года губернатор Кемеровской области Аман Тулеев на встрече с работниками «Кузнецких ферросплавов» в Новокузнецке предложил директору предприятия А. А. Максимову баллотироваться в Государственную думу на выборах в сентябре 2016 года. Максимов зарегистрировался на предварительное голосование по отбору кандидатов партии «Единая Россия» на выборах 18 сентября 2016 года по Новокузнецкому округу. Был выдвинут кандидатом от «Единой России» на выборах в Государственную думу, баллотировался по 104 Новокузнецкому одномандатному избирательному округу, Кемеровская область.
На выборах 18 сентября 2016 года получил в Новокузнецком округе 74,16 % голосов и был избран депутатом Государственной думы VII созыва.
Летом 2021 года при подготовке к выборам в Государственную думу вновь был выдвинут кандидатом от «Единой России» по Новокузнецкому одномандатному избирательному округу № 104. На состоявшихся  17—19 сентября 2021 года выборах получил в Новокузнецком округе 59,02 % голосов и был избран депутатом Государственной думы VIII созыва.

## Законотворческая деятельность
С 2016 по 2019 год, в течение исполнения полномочий депутата Государственной Думы VII созыва, выступил соавтором 129 законодательных инициатив и поправок к проектам федеральных законов.

## Награды и звания
- Орден Почёта — 2008 г.
- Медаль «За безупречную службу» II, III степени — 1990 г., 1985 г.
- Медаль «За службу в контрразведке» III степени — 1996 г.
- Медаль «За отличие в военной службе» I степени — 1997 г.
- Медаль ФСВТС России «За отличие» — 2019 г.
- Почётная грамота Президента РФ — 2014 г.
- Почетная грамота Министерства промышленности и торговли РФ — 2012 г., 2021 г.
- Благодарность Ростехнадзора — 2018 г.
- Орден Кемеровской области Доблесть Кузбасса — 2006 г.
- Почётный сотрудник контрразведки[5] — 1998 г.

## Научные работы
- Управление промышленным предприятием: монография / О. В. Логиновский, А. А. Максимов. — Москва : Машиностроение-1, 2006.
- Корпоративное управление: монография / О. В. Логиновский, А. А. Максимов
- Математические модели в управлении промышленными предприятиями: монография / К. А. Коренная, А. А. Максимов. — Челябинск : ЮУрГУ, 2011.
- Интегрированные информационные системы: монография / К. А. Коренная, О. В. Логиновский, А. А. Максимов. — Челябинск : ЮУрГУ, 2012.
- Управление промышленным предприятием в условиях глобальной нестабильности: монография / К. А. Коренная, О. В. Логиновский, А. А. Максимов. — Челябинск : ЮУрГУ, 2013.

## Международные санкции
23 февраля 2022 года внесён в санкционные списки стран Евросоюза за действия и политику, которые подрывают территориальную целостность, суверенитет и независимость Украины и еще больше дестабилизируют Украину.
24 февраля 2022 года включён в санкционный список Канады «близких соратников режима» за голосование о признании независимости «так называемых республик в Донецке и Луганске».
24 марта 2022 года, на фоне вторжения России на Украину, включён в санкционный список США за «соучастие в войне Путина» и «поддержку усилий Кремля по вторжению в Украину», Госдеп США заявил что депутаты Госдумы используют свои полномочия для преследования инакомыслящих и политических оппонентов, нарушают свободу информации, ограничивают права человека и основные свободы граждан России.
По аналогичным основаниям, с 11 марта 2022 года находится под санкциями Великобритании. С 25 февраля 2022 года находится под санкциями Швейцарии. С 26 февраля 2022 года находится под санкциями Австралии. С 12 апреля 2022 года находится под санкциями Японии. Указом президента Украины Владимира Зеленского от 7 сентября 2022 находится под санкциями Украины. С 12 октября 2022 года находится под санкциями Новой Зеландии.